# باشگاه فوتبال وان لاو یونایتد
وان لاو یونایتد یک باشگاه فوتبال حرفه‌ای از جزایر ویرجین بریتانیا است که در رود تاون، جزایر ویرجین بریتانیا مستقر است و در لیگ ملی جزایر ویرجین بریتانیا رقابت می‌کند.